# Vendredi ou la Vie sauvage (téléfilm)
Pour les articles homonymes, voir Vendredi (homonymie).
Vendredi ou la Vie sauvage est un téléfilm français réalisé en 1981, par Gérard Vergez et mettant en vedette Michael York et Gene Anthony Ray.

## Synopsis
Le film est une adaptation du roman du même nom publié en 1971 par Michel Tournier échoue sur une île déserte à cause d'une tempête. Au bout d'un ou deux ans, il retrouve le chien qui l'accompagnait sur le bateau. Ce sont les deux seuls et uniques rescapés.
Pour lutter contre la paresse, il instaure tout un tas de nouvelles règles. Un jour des Indiens débarquent sur l'île pour faire un sacrifice humain.
Robinson sauve un indien, celui qui allait servir de sacrifice.
Ca fait déjà deux habitants sur l'île, Robinson est le gouverneur et Vendredi, ainsi a-t-il baptisé l'indien son esclave. Mais un jour, Vendredi découvre la pipe que Robinson avait gardé précieusement, et l'allume. Mais lorsque Robinson arrive, il lance la pipe derrière lui car il sait très bien qu'il n'a pas le droit de s'en servir, mais il la lance sur des tonneaux de poudre et tout explose.

## Distribution
- Michael York : Robinson Crusoé
- Gene Anthony Ray (VF : Isaach de Bankolé[1],[2],[3]) : Vendredi
- Roger Blin
- Robert Rimbaud
- Adrian Brine
- Lionel Melet
- Agnès Garreau
- Pierre Biondi
- Florence Emir